# 樂富邨
樂富邨（英語：Lok Fu Estate）是香港房屋委員會轄下的公共屋邨之一，位於黃大仙區西南，與九龍城區接壤，為「九龍中部屋邨」發展計劃下的4個屋邨之一。現由香港房屋委員會負責屋邨管理。
康強苑（英語：Hong Keung Court）是樂富邨重建計劃內的居者有其屋計劃及重建置業計劃屋苑，為一個單幢式屋苑，在1999年落成。

## 歷史

### 重建前
重建前的樂富邨為徙置區，落成時稱為老虎岩徙置區，用於接收因收地興建黃大仙徙置區而需安置的黃大仙木屋區居民，於1957年落成，前身是於1950年代發生多次火災的老虎岩木屋區。徙置區擁有23座第一型及第二型徙置大廈當中第1至12座為第一型，第13至23座為第二型，第一型全採用單幢式設計，第二型則全採用分兩翼的「日」字型設計。由於有居民反映及投訴，「老虎岩」名稱帶有煞氣，因而要求改名，政府於1970年間曾按居民意見，徵集了24個建議名稱，包括「老富林」、「龍翔區」、「龍鳳區」、「老富區」、「獅子岩」、「紫薇新村」、「平安新邨」、「鑼鼓新區」、「荔枝園新區」等，最終選定於1971年3月22日改稱為「樂富新區」。
1980年代起進行改建及重建，最後一座徙廈為第21座，於1996年清拆，並重建為居屋康強苑，屬重建置業計劃。由於未錄得足額認購，康強苑隨即在1998年11月26日隨逸港居、天頌苑在居者其有其屋計劃第20期甲出售。

### 重建後的樂富邨及新建的樂富廣場第一期
現時樂富邨樂富廣場第一期上方的宏康樓、宏樂樓、宏順樓、宏達樓、宏旭樓和宏逸樓由鍾華楠建築師事務所於1977年開始設計，設計結合了地鐵站、公屋、巴士總站、圖書館、熟食中心、街市、商場、前居屋中心及中式園林，佔地32450平方米，單位面積由26-52平方米不等，共提供1523個出租單位，450個車位，及12,871平方米的商場。
由於位於前啟德機場高度限制圈內，大廈只有6-15層高，並於1984-85年間分3個階段落成；這些大廈大部分（除宏順樓、宏達樓外）位於重建前的橫頭磡邨，並且在樂富邨徙廈第22至23座（現今樂東樓位置）拆卸時，作為該等樓宇的安置屋邨。因管理上需要，樂富廣場第一期上方本屬橫頭磡邨的六棟樓宇於1991年改屬本邨。唯獨某些緣故而維持原名，名稱首字並不以「樂」取代「宏」。其後為了善用與更有效分配公屋資源，房委會為樂富邨1984-85年樓宇內的士多房、改裝為住宅單位。

### 樂富廣場第二期
樂富中心第二期由許李嚴建築師事務所設計，於1988年著手設計、並且於1991年啓用，同年獲香港建築師學會優異獎，1994年獲亞洲建築師協會金奬。
中心面積達10,000平方米，內設有百貨公司、戲院及小量商舖，其設計將整個樂富及橫頭磡的社區脈胳連成一氣，接通兩邨之有蓋行人道，並與地鐵新出入口、小巴站及公園結合，方便居民前來購物及前往各區。

### 匯富坊
匯富坊前身為富茂街街市，位於樂富中心二期旁，於1983年落成。天台設行人天橋連接宏樂樓。領展上市後，將街市翻新，並於2009年改名為現稱。2018年，領展將商場售予基匯資本。

## 圖片集

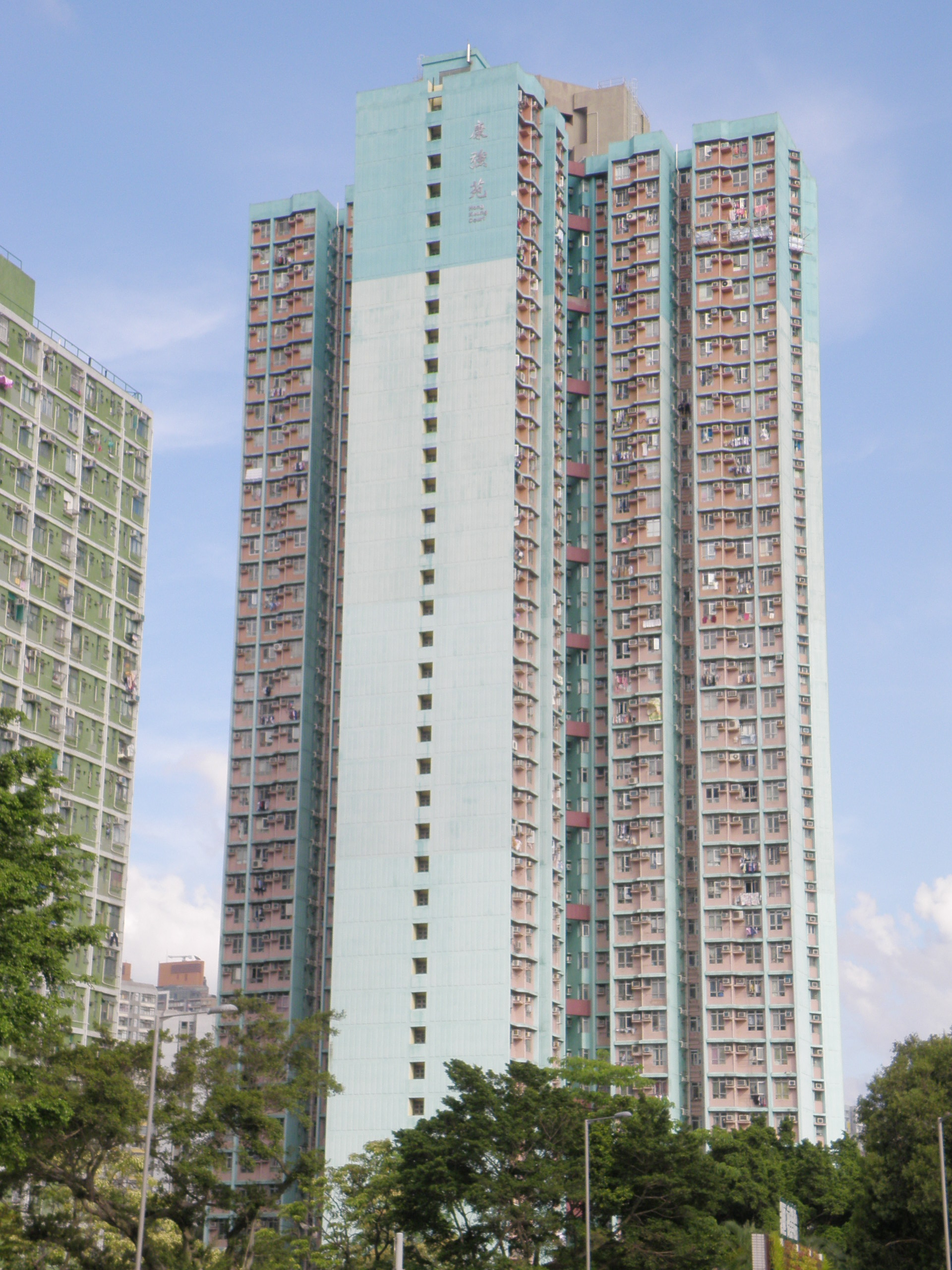
康強苑的西北面
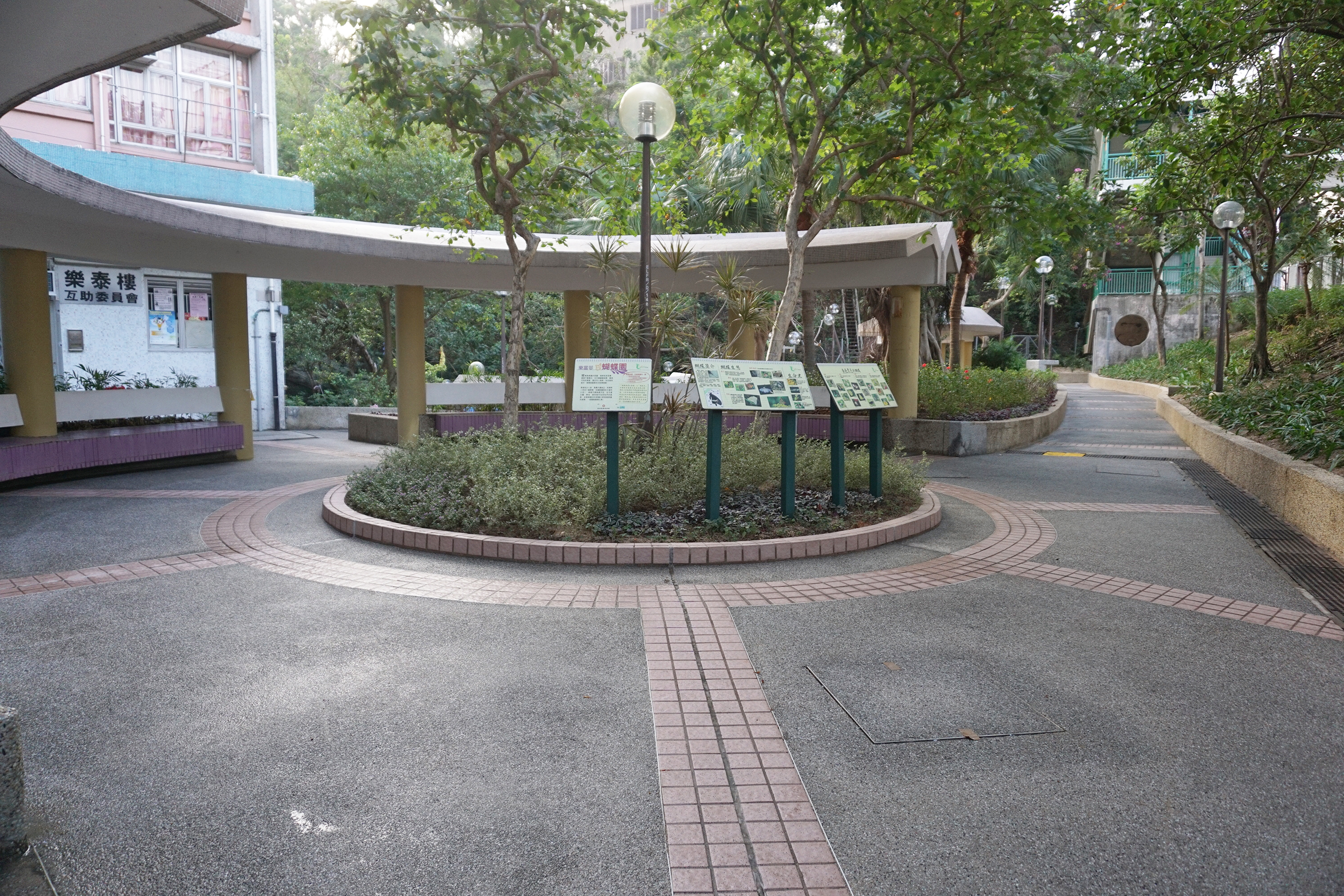
蝴蝶園
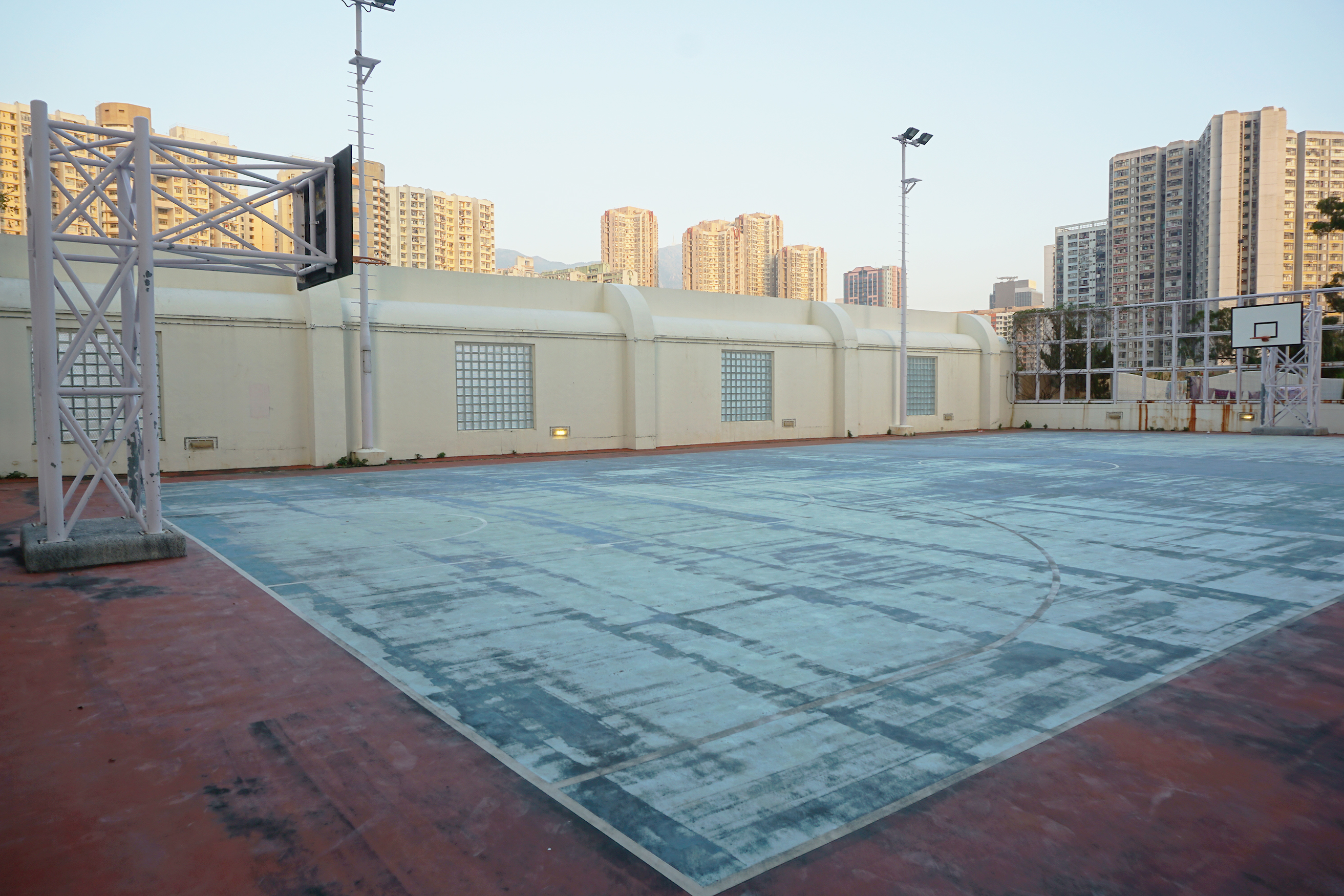
籃球場
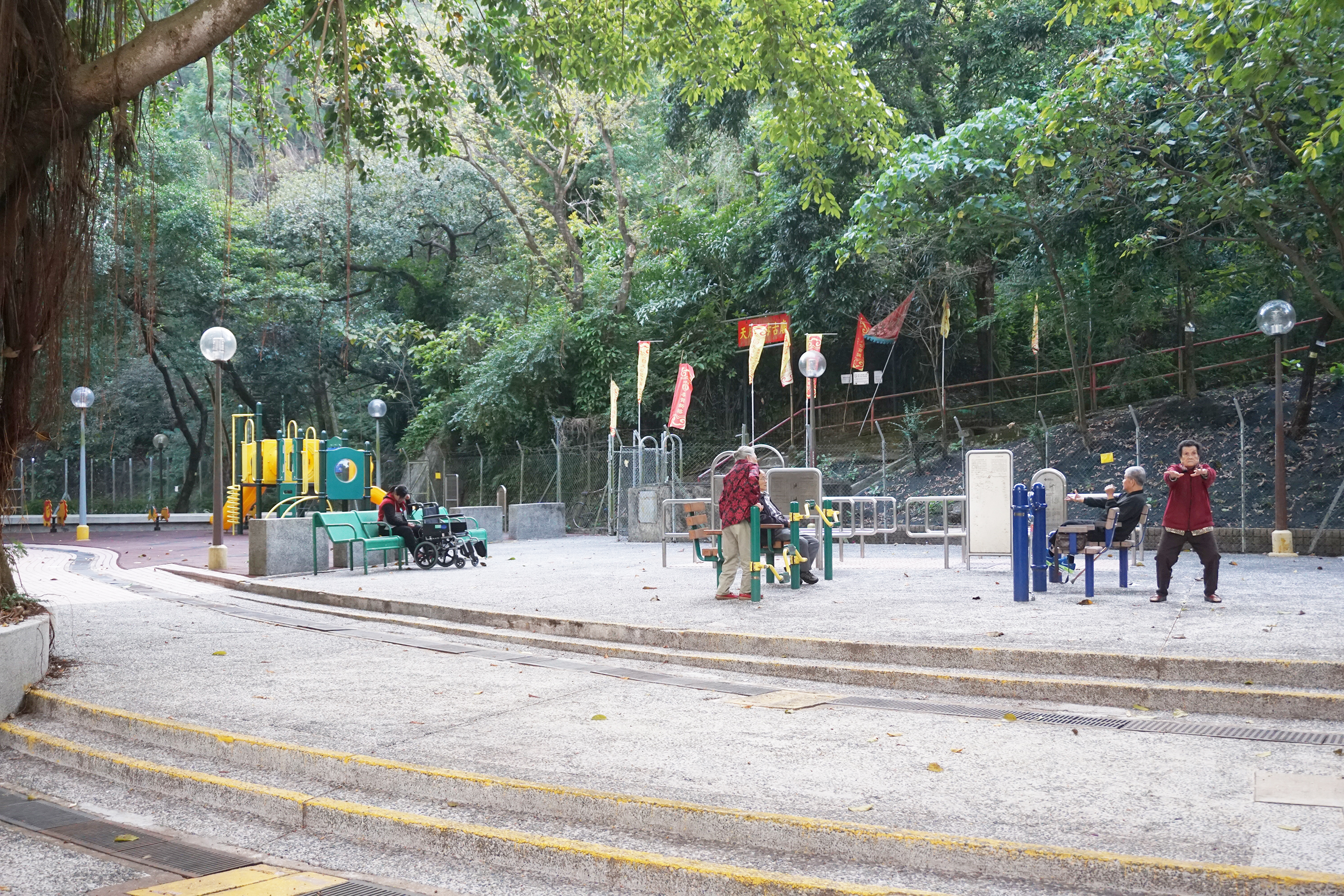
彈簧椅、滑梯、關節鍛鍊器及卵石路步行徑
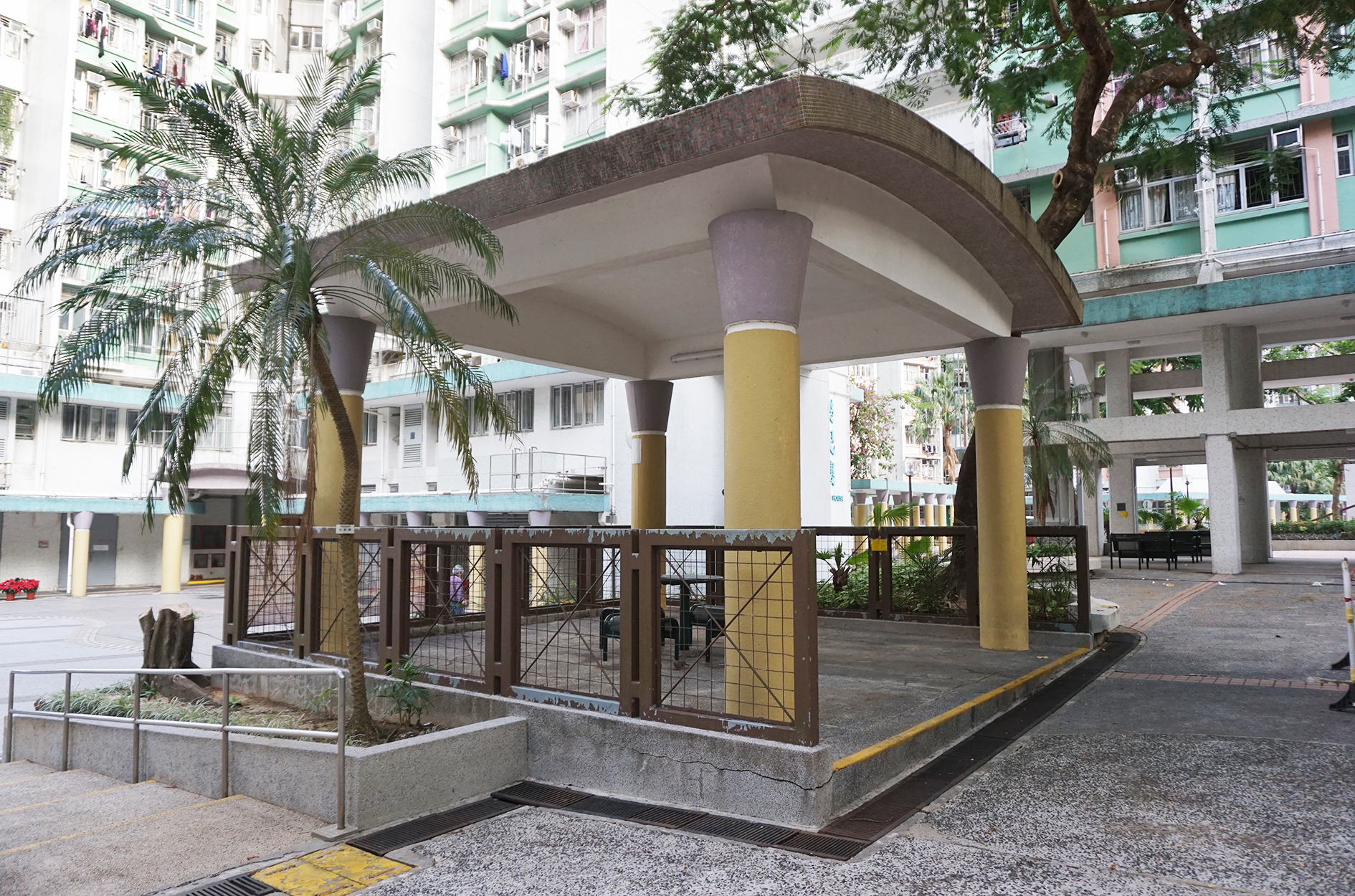
涼亭及棋藝區
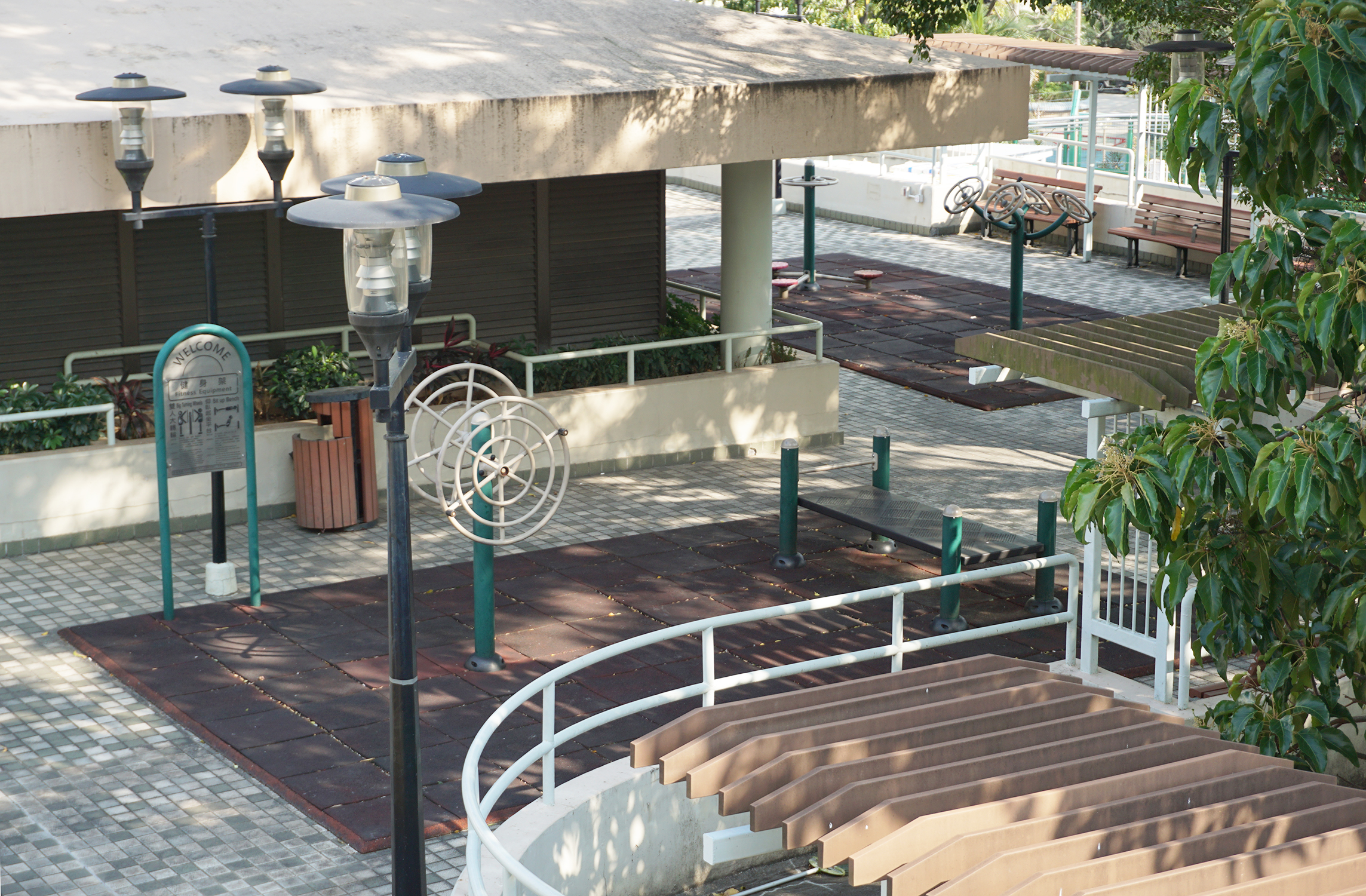
轉輪及仰臥起坐
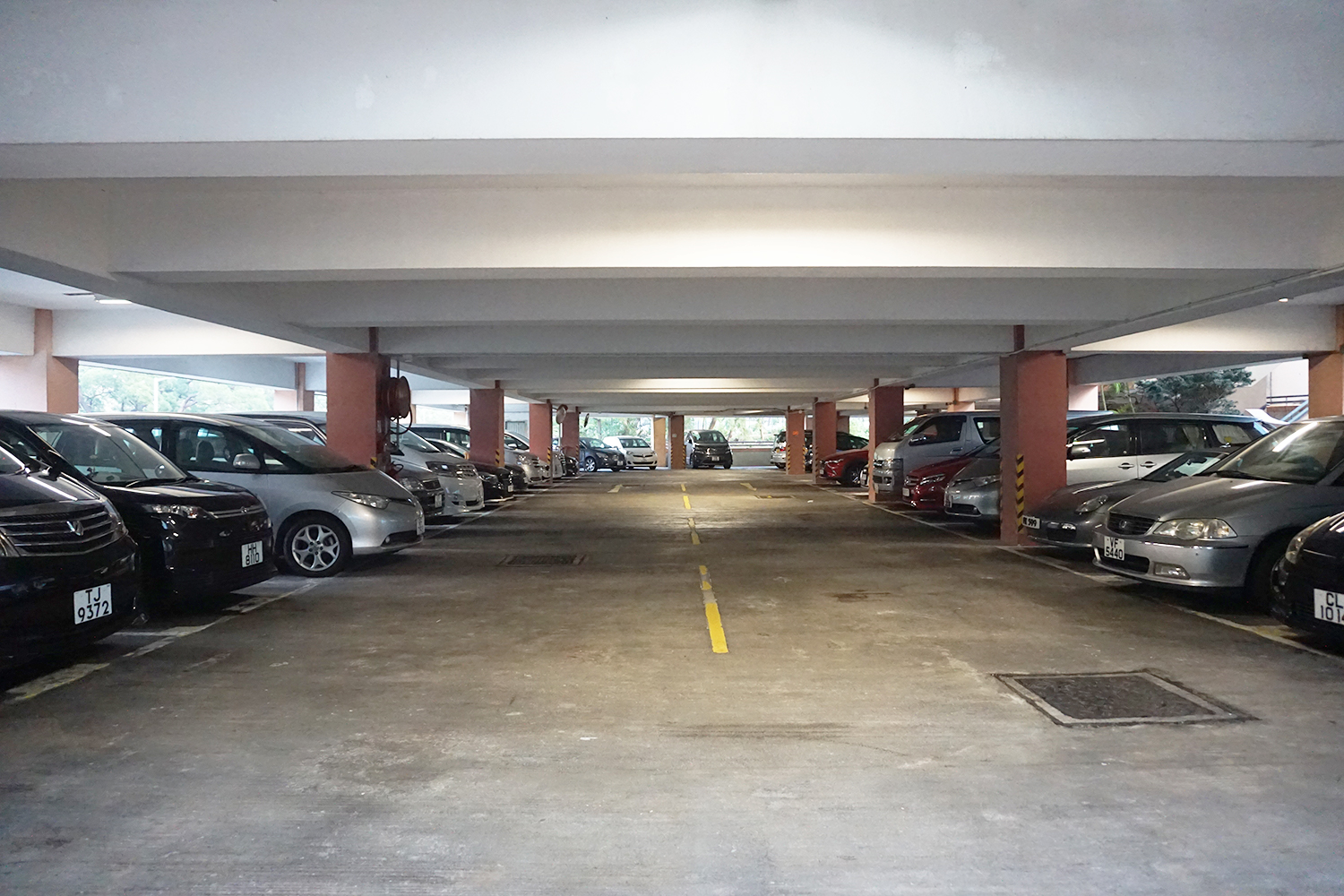
停車場
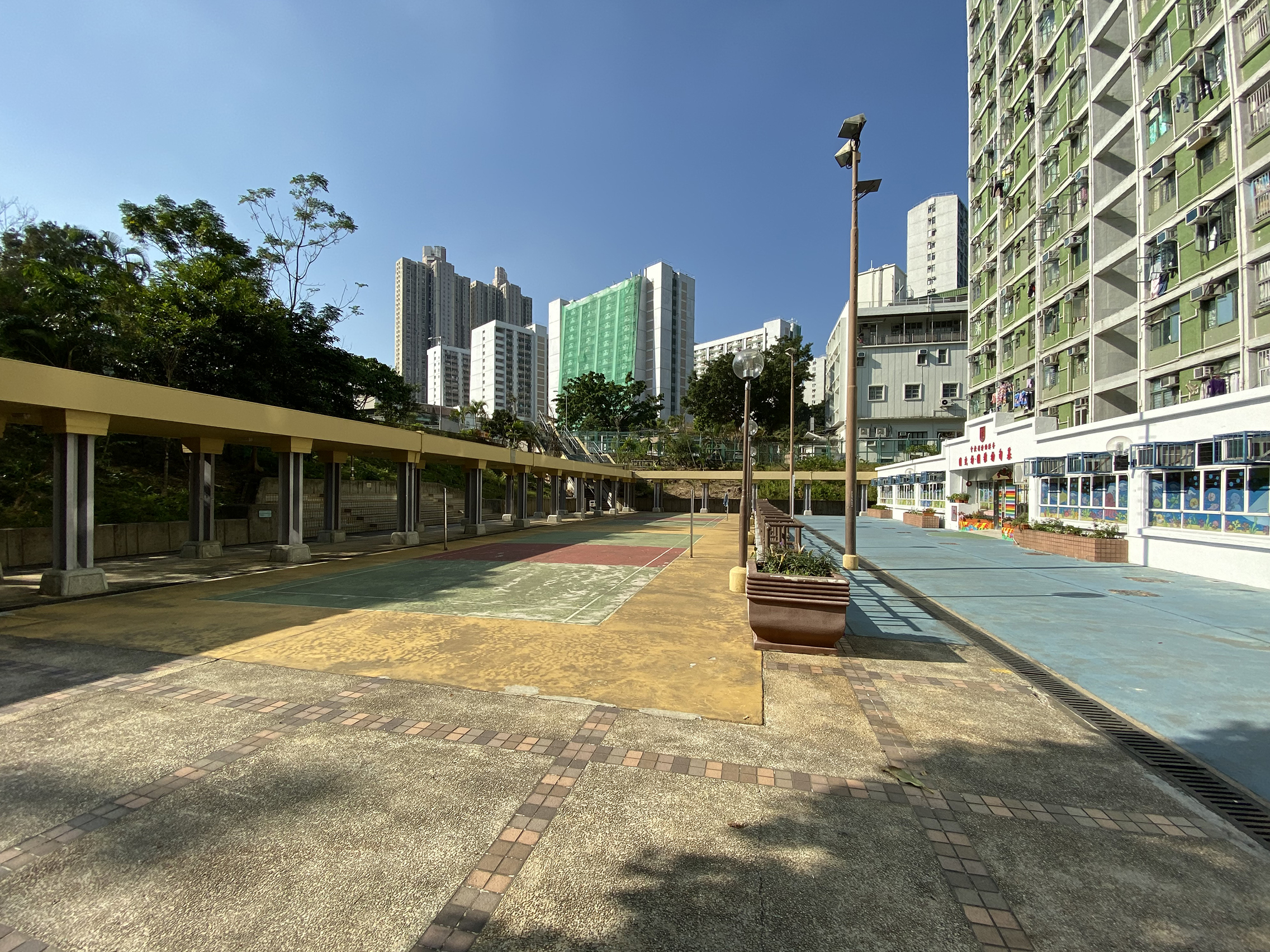
樂東樓旁的羽毛球場及香港伯特利教會基甸幼稚園
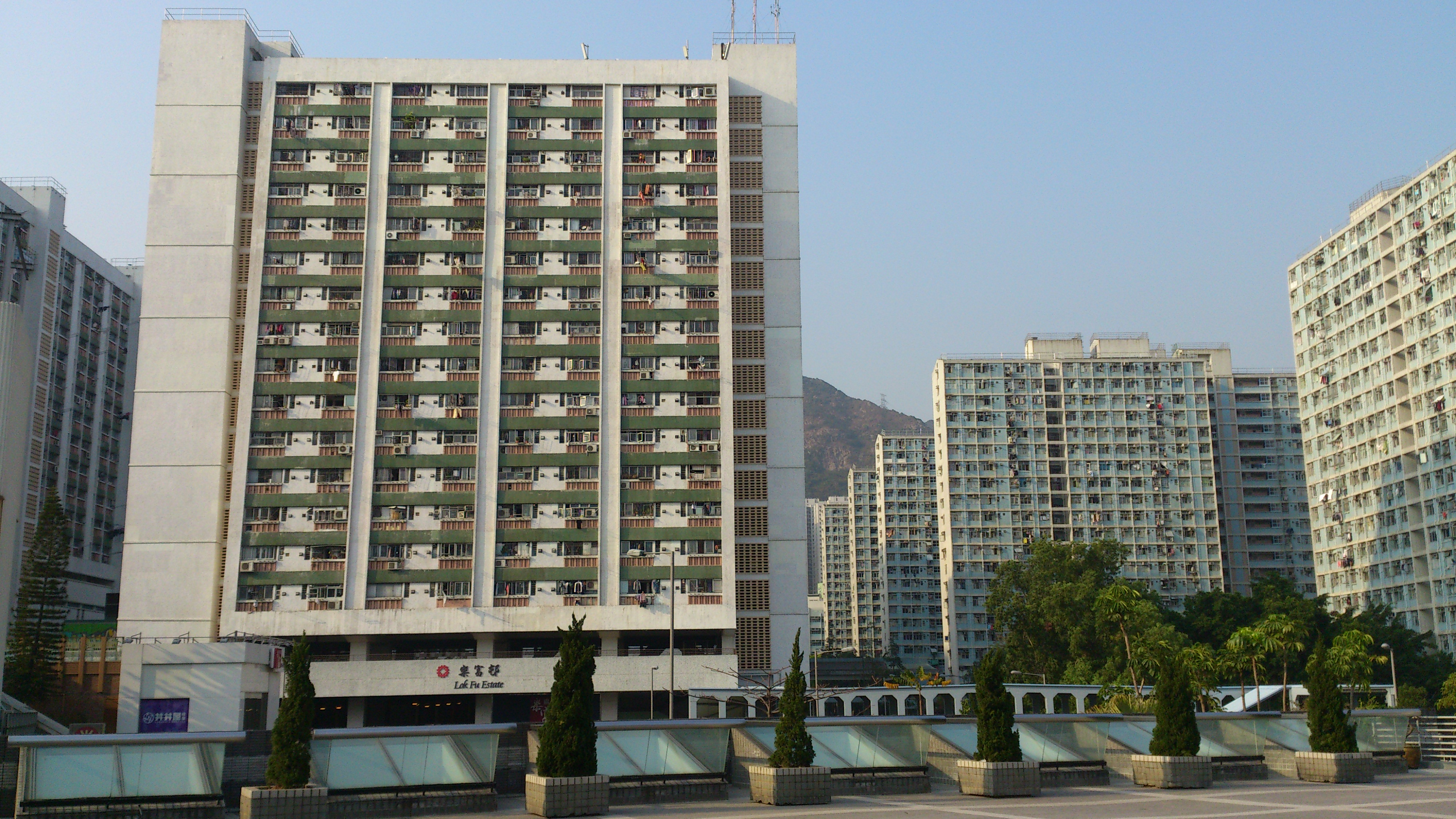
樂富廣場第一期上方的六座特別設計舊長型大廈
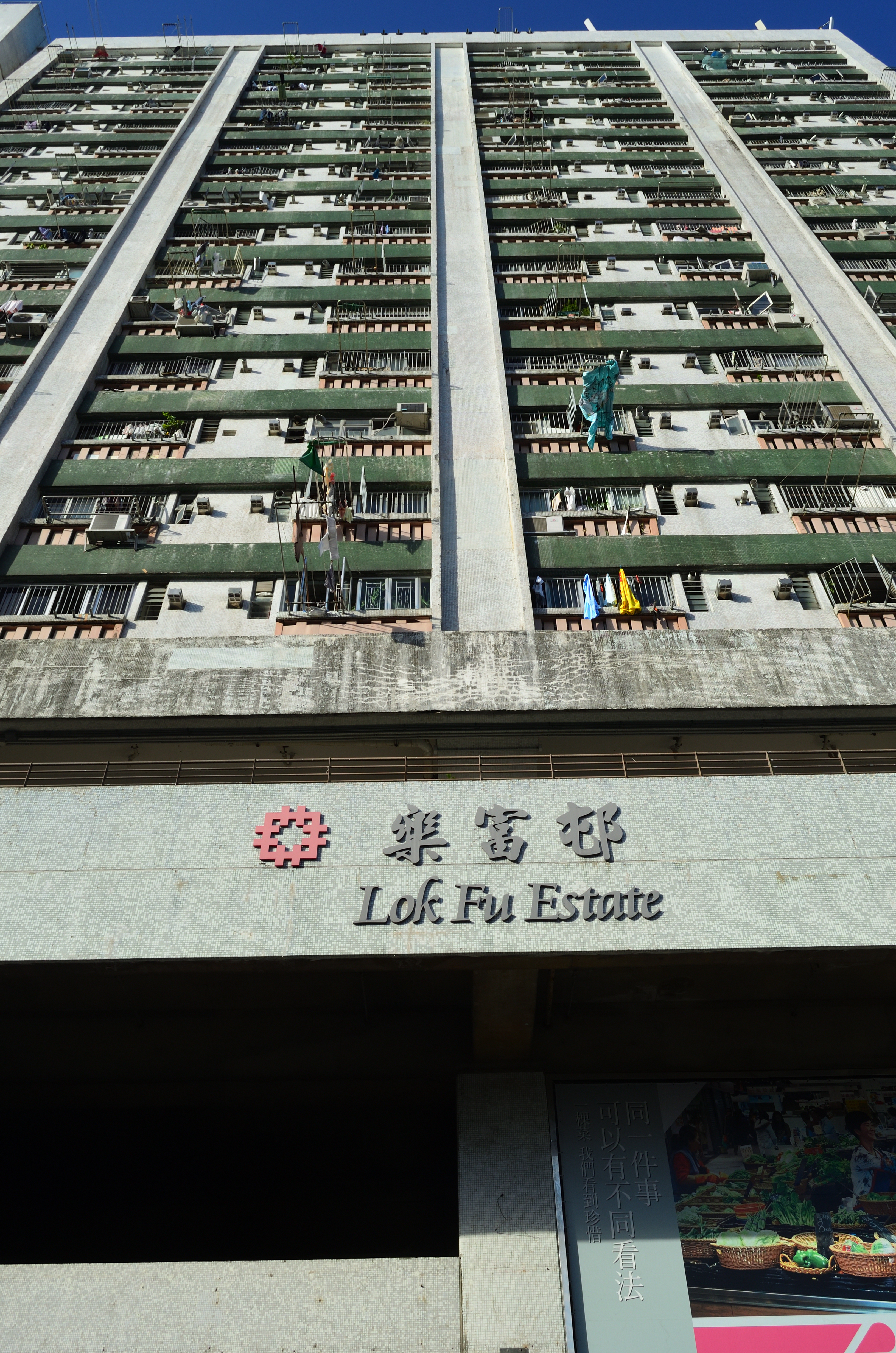
特別設計舊長型大廈由鍾華楠建築師事務所設計
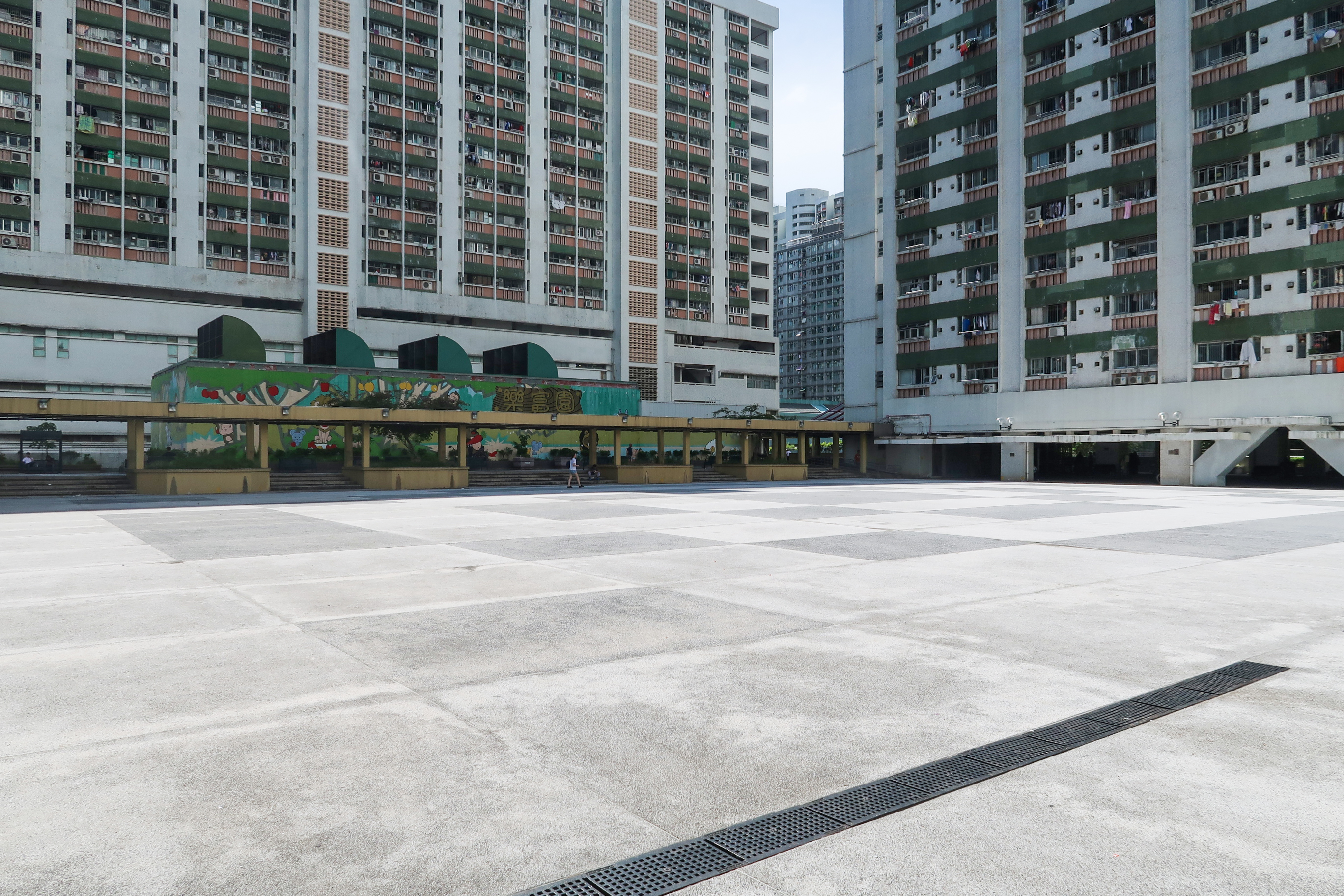
平台名為「樂富園」
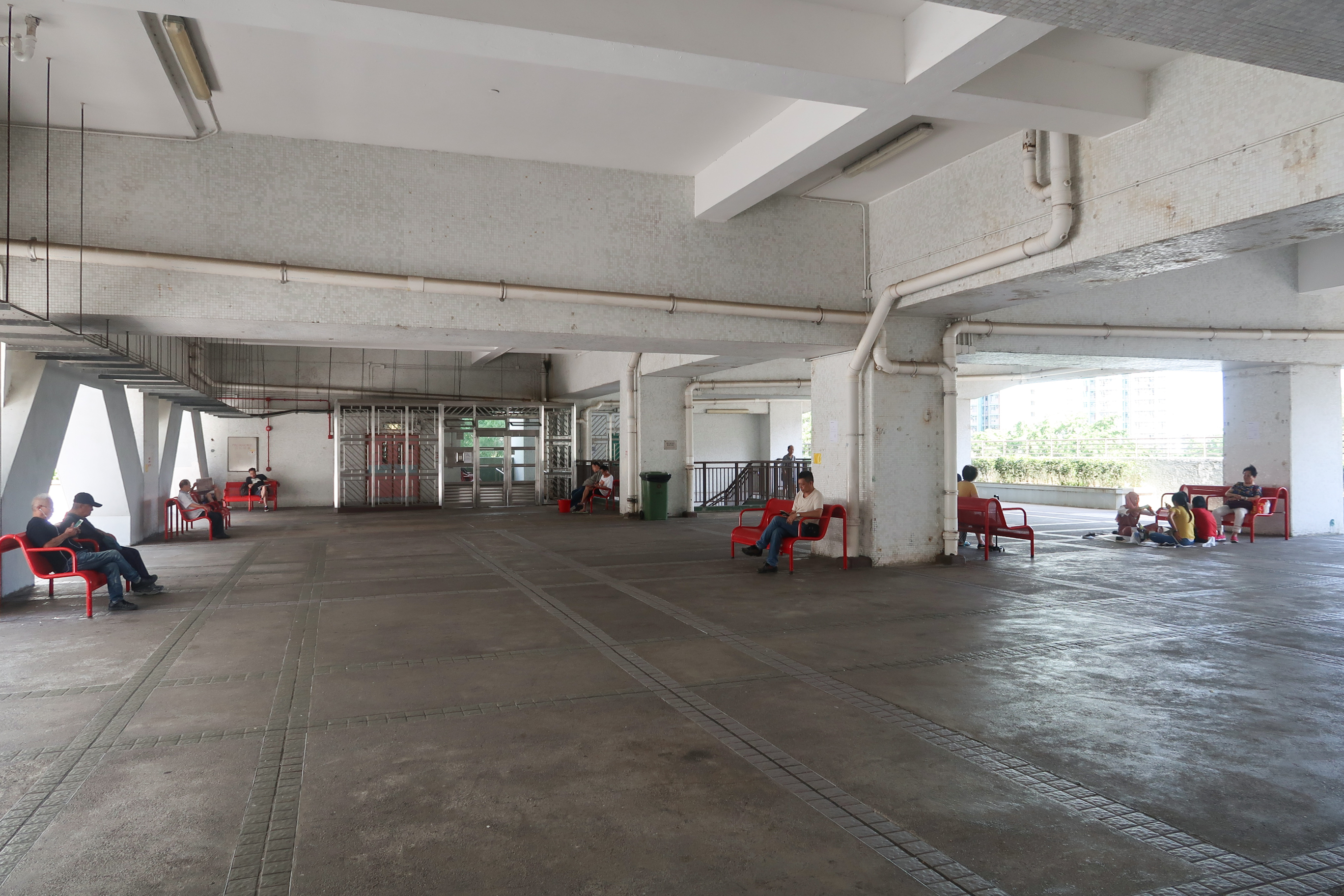
平台室內部份

## 屋邨資料

### 現時樓宇

#### 樂富邨
| 樓宇名稱         | 門牌號碼    | 樓宇類型                                  | 落成年份 | 樓宇層數 （住宅層數） | 每層伙數                   | 每座單位總數（伙） | 建築師             | 承建商       | 提供升降機的廠商（更換前） | 提供升降機的廠商（更換中） | 期數 |
| ---------------- | ----------- | ----------------------------------------- | -------- | --------------------- | -------------------------- | ------------------ | ------------------ | ------------ | -------------------------- | -------------------------- | ---- |
| 康樓（第1座）    | 聯合道198號 | 舊長型 （中央走廊式，特別設計）           | 1984年   | 17（12）              | 42（6-7樓） 38（其餘樓層） | 464                | 鍾華楠建築師事務所 | 興記建築     | 東芝                       | （暫未更換）               | 1    |
| 樂樓（第2座）    | 聯合道198號 | 舊長型 （中央走廊式，特別設計）           | 1984年   | 18（15）              | 16                         | 240                | 鍾華楠建築師事務所 | 興記建築     | 快高靈                     | 迅達                       | 1    |
| 宏順樓（第3座）    | 聯合道198號 | 舊長型 （露台相連式，特別設計）           | 1984年   | 7（3）                | 35                         | 105                | 鍾華楠建築師事務所 | 興記建築     | 東芝                       | 迅達                       | 1    |
| 宏達樓（第3A座）   | 聯合道198號 | 舊長型 （中央走廊式，特別設計）           | 1984年   | 7（1）                | 18                         | 18                 | 鍾華楠建築師事務所 | 興記建築     | （不設升降機）             | （不設升降機）             | 1    |
| 逸樓（第4座）    | 聯合道198號 | 舊長型 （中央走廊式，特別設計）           | 1984年   | 17（12）              | 38                         | 456                | 鍾華楠建築師事務所 | 興記建築     | 東芝                       | （暫未更換）               | 1    |
| 旭樓（第5座）    | 聯合道198號 | 舊長型 （中央走廊式，特別設計）           | 1985年   | 18（15）              | 16                         | 240                | 鍾華楠建築師事務所 | 興記建築     | 快高靈                     | 迅達                       | 1    |
| 樂東樓（第6座）  | 聯合道198號 | 相連長型三型                              | 1989年   | 24（23）              | 20                         | 460                | 房屋署建築師       | 聯星建築     | 英國通用電氣-捷運          | （暫未更換）               | 2    |
| 樂民樓（第7座）  | 聯合道198號 | 和諧1A型第一款（第一代） 連和諧附翼第二型 | 1995年   | 18（17）              | 20（主樓） 29（連附翼）    | 469                | 房屋署建築師       | 鴻運建築     | 富士達                     | （暫未更換）               | 3    |
| 樂謙樓（第8座）  | 聯合道198號 | 和諧1A型第二款（第一代）                  | 1995年   | 19（18）              | 20                         | 360                | 房屋署建築師       | 鴻運建築     | 富士達                     | （暫未更換）               | 3    |
| 樂翠樓（第9座）  | 聯合道198號 | 和諧1A型第二款（第一代）                  | 1995年   | 19（18）              | 20                         | 360                | 房屋署建築師       | 鴻運建築     | 富士達                     | （暫未更換）               | 3    |
| 樂泰樓（第10座） | 聯合道198號 | 和諧1A型第一款（第一代）                  | 1996年   | 24（23）              | 20                         | 460                | 房屋署建築師       | 瑞昌建築工程 | 三菱                       | （暫未更換）               | 4    |

另外，第二期的附屬樓高兩層停車場由鴻運建築負責興建
由於樂民樓與樂泰樓、樂翠樓與樂謙樓過於接近，故此樂民樓向樂泰樓及樂翠樓向樂謙樓一邊單位的窗台改為統一指向聯合道方向，以避免單位近距離互望。
值得一提是，宏康樓、宏逸樓、宏順樓、宏達樓、宏旭樓及宏樂樓，原址皆位於重建前的橫頭磡邨，重建後該樓宇仍屬橫頭磡邨，樓宇興建期間亦以「宏」命名；唯因管理上需要於1991年改屬樂富邨。

#### 康強苑
康強苑為單幢式屋苑。
| 樓宇名稱 | 門牌號碼   | 樓宇類型                   | 落成年份 | 樓宇層數 （住宅層數） | 每層伙數 | 單位數目（伙） | 建築師       | 承建商   | 提供升降機的廠商（更換前） | 提供升降機的廠商（更換後） |
| -------- | ---------- | -------------------------- | -------- | --------------------- | -------- | -------------- | ------------ | -------- | -------------------------- | -------------------------- |
| 康強苑   | 杏林街23號 | 和諧一型第五款（第三代半） | 1999年   | 40                    | 16       | 640            | 房屋署建築師 | 新昌營造 | 英國通用電氣-捷運          | 新時達                     |

### 歷代樓宇
| 重建前的樂富邨 | 重建前的樂富邨     | 重建前的樂富邨     | 重建前的樂富邨 | 重建前的樂富邨 | 重建前的樂富邨       | 重建前的樂富邨                                  |
| 樓宇名稱       | 原座號（英文字母） | 樓宇類型           | 落成年份       | 拆卸年份       | 重建後原地所屬的樓宇 | 安置屋邨                                        |
| -------------- | ------------------ | ------------------ | -------------- | -------------- | -------------------- | ----------------------------------------------- |
| 第1座          | A                  | 第一型             | 1957年         | 1990年         | 多層停車場           | （同一屋邨） 樂東樓 橫頭磡邨 東頭邨             |
| 第2座          | B                  | 第一型             | 1957年         | 1990年         | 多層停車場           | （同一屋邨） 樂東樓 橫頭磡邨 東頭邨             |
| 第3座          | C                  | 第一型             | 1957年         | 1990年         | 多層停車場           | （同一屋邨） 樂東樓 橫頭磡邨 東頭邨             |
| 第4座          | D                  | 第一型             | 1957年         | 1990年         | 樂翠樓               | （同一屋邨） 樂東樓 橫頭磡邨 東頭邨             |
| 第5座          | E                  | 第一型（獨立廚廁） | 1957年         | 1990年         | 樂翠樓               | （同一屋邨） 樂東樓 橫頭磡邨 東頭邨             |
| 第6座*         | F                  | 第一型             | 1957年         | 1990年         | 樂謙樓               | （同一屋邨） 樂東樓 橫頭磡邨 東頭邨             |
| 第7座*         | G                  | 第一型             | 1957年         | 1990年         | 樂富公園             | （同一屋邨） 樂東樓 橫頭磡邨 東頭邨             |
| 第8座*         | H                  | 第一型             | 1957年         | 1990年         | 樂富公園             | （同一屋邨） 樂東樓 橫頭磡邨 東頭邨             |
| 第9座          | J                  | 第一型             | 1957年         | 1991年         | 樂泰樓 樂民樓        | （同一屋邨） 樂東樓 橫頭磡邨 東頭邨             |
| 第10座         | K                  | 第一型             | 1957年         | 1991年         | 樂泰樓 樂民樓        | （同一屋邨） 樂東樓 橫頭磡邨 東頭邨             |
| 第11座*        | L                  | 第一型             | 1957年         | 1991年         | 樂泰樓 樂民樓        | （同一屋邨） 樂東樓 橫頭磡邨 東頭邨             |
| 第12座         | M                  | 第一型             | 1957年         | 1991年         | 樂泰樓 樂民樓        | （同一屋邨） 樂東樓 橫頭磡邨 東頭邨             |
| 第13座         | Q                  | 第二型             | 1963年         | 1989年         | 樂富遊樂場           | （同一屋邨） 樂東樓 橫頭磡邨 東頭邨             |
| 第14座         | P                  | 第二型             | 1963年         | 1989年         | 樂富遊樂場           | （同一屋邨） 樂東樓 橫頭磡邨 東頭邨             |
| 第15座         | O                  | 第二型             | 1963年         | 1987年         | 樂富遊樂場           | 橫頭磡邨 東頭邨                                 |
| 第16座         | N                  | 第二型             | 1963年         | 1987年         | 樂富廣場             | 橫頭磡邨 東頭邨                                 |
| 第17座         | R                  | 第二型             | 1963年         | 1994年         | 樂富廣場             | （同一屋邨） 樂東樓                             |
| 第18座         | S                  | 第二型             | 1963年         | 1989年         | 樂富遊樂場           | （同一屋邨） 樂東樓                             |
| 第19座         | T                  | 第二型             | 1963年         | 1987年         | 樂富遊樂場           | 橫頭磡邨 東頭邨                                 |
| 第20座         | U                  | 第二型             | 1963年         | 1987年         | 樂富遊樂場           | 橫頭磡邨 東頭邨                                 |
| 第21座*        | X                  | 第二型             | 1963年         | 1996年         | 康強苑               | （同一屋邨） 樂泰樓                             |
| 第22座         | W                  | 第二型             | 1963年         | 1984年         | 樂東樓               | （同一屋邨） 宏康樓 宏樂樓 宏順樓 宏達樓 宏逸樓 |
| 第23座         | V                  | 第二型             | 1963年         | 1984年         | 樂東樓               | （同一屋邨） 宏康樓 宏樂樓 宏順樓 宏達樓 宏逸樓 |

- *代表清拆前，所有單位已經改建成獨立廚廁

粗體表示該樓宇牽涉26座問題公屋醜聞，其混凝土強度未達高層單位20.7MPa或低層單位31MPa的標準，相關樓宇已納入整體重建計劃下重建

## 教育設施

### 幼稚園
- 基督教佈道中心樂富幼稚園 （页面存档备份，存于） （1971年創辦）（位於樂謙樓地下）
- 香港伯特利教會基甸幼稚園 （页面存档备份，存于） （1990年創辦）（位於樂東樓地下）

### 小學
- 聖博德學校（樂東樓旁）

已清拆學校
- 慕光小學樂富分校（位於20座地下）
- 慕光幼稚園

## 區議會議席分佈
樂富邨連同附近的康強苑及由橫頭磡邨重建而成的德強苑，屬黃大仙區議會樂富選區範圍。該區的民選議員已經懸空，前區議員是梁銘康。

## 外部連結
- 房委會物業位置及資料 樂富邨 （页面存档备份，存于）
- 房委會物業位置及資料 康強苑 （页面存档备份，存于）
- 香港地方 - 有關樂富中心第一期的樓宇 （页面存档备份，存于）